# Brzezie-Stacja
Brzezie-Stacja – miejscowość będąca niegdyś częścią wsi Rózinowo. Obecnie Rózinowo jest włocławskim osiedlem. Decyzją uchwały Rady Miasta Włocławek postanowiono wnioskować za pośrednictwem Wojewody Kujawsko-Pomorskiego do „ministra właściwego do spraw administracji publicznej” o przyporządkowanie miejscowości Brzezie-Stacja jako część miasta Włocławek. Obecnie w Krajowym Rejestrze Urzędowym Podziału Terytorialnego Kraju Brzezie-Stacja funkcjonuje już jako część miasta Włocławek.